# 山之內鈴
山之內鈴（日语：／ Yamanouchi Suzu；2001年10月3日—）是日本女演員、模特兒，出身自兵庫縣，INCUBATION旗下藝人。

## 作品列表

### 電視劇、網絡劇
- Oh! My Boss!戀愛在別冊（2021年1月12日－3月16日，TBS）：飾演 鈴木多未
- 惡魔拉法頌（2021年6月19日，Hulu）：飾演 甲坂友世
- 小子愛找茶 第9集（2021年12月3日，東京電視台）：飾演 若菜
- 好像有點奇怪（2022年6月1日－7月6日，東京電視台）：飾演 山之內鈴（本人）
- 混蛋之吻（2022年8月6日－9月3日，日本電視台）：飾演 鈴花
- 一霎一花（2022年10月18日－12月20日，日本電視台）：飾演

### 電影
- 人狼遊戲 死亡遊戲的運營人（2020年11月12日）：飾演 末吉萌萌香
- （2021年5月21日）：飾演 錦戶亞莉栖

### 網絡節目
- 別被白雪與狼君所欺騙（2019年1月3日－3月31日，AbemaTV）

## 外部連結
- 經紀公司個人資料頁面（日語）
- 山之內鈴的Instagram帳戶
- 山之內鈴的X（前Twitter）